# Fan Xiaotong
Fan Xiaotong (2006) es una deportista china que compite en ciclismo en la modalidad de BMX estilo libre. Ganó una medalla de bronce en el Campeonato Mundial de Ciclismo Urbano de 2024, en la prueba de parque.

## Medallero internacional
| \| Campeonato Mundial \| Campeonato Mundial \| Campeonato Mundial \| Campeonato Mundial \| \| Año \| Lugar \| Medalla \| Competición \| \| ------------------ \| ------------------ \| ------------------ \| ------------------ \| \| 2024 \| Abu Dabi (EAU) \| Medalla de bronce \| Parque \| |                |                   |             |
| Campeonato Mundial |                |                   |             |
| Año | Lugar          | Medalla           | Competición |
| 2024 | Abu Dabi (EAU) | Medalla de bronce | Parque      |